# Кузнецов Олексій Іванович
Олексій Іванович Кузнецов (12 жовтня 1929 — 6 грудня 2008) — радянський та український вчений-економіст у сфері сільського господарства. Доктор економічних наук, професор, член-кореспондент Української ЕАН.

## Біографія
Народився в селі Прохолодне, Саратовської області. Закінчив Ставропольський сільськогосподарський інститут (1951). З 1963 р. працював у Дніпропетровському сільськогосподарському інституті, з 1999 р. — у Кримському агротехнологічному університеті. Кандидат економічних наук (1960), доктор економічних наук (1978).

## Науковий доробок
У Дніпропетровському сільськогосподарському інституті Олексій Іванович Кузнєцов був завідувачем кафедри статистики.
У КАТУ очолював редакційну колегію збірника наукових праць економічного факультету ЮФ «КАТУ» НАУ, був заступником голови спеціального вченої ради по захисту кандидатських дисертацій, очолював методичну раду обліково-фінансового факультету, був завідувачем кафедри АГД та статистики.
Автор понад 70 книг і публікацій серед яких:
- Кузнецов А. И. Пути снижения себестоимости сахарной свеклы. — Ставрополь: Ставропольское книжное издательство, 1962.
- Дулко Ф., Кузнєцов О. Складові рентабельності. — Дніпропетровськ: Промінь, 1969.
- Кузнєцов О. І., Балицька В. С. Господарський розрахунок у колгоспі. — Дніпропетровськ: Промінь, 1972.
- Кузнецов А. И. Хозяйственный расчет в колхозах и совхозах. — Днепропетровск, 1972.
- Кузнецов А. И. Хозяйственный расчет в колхозах и его совершенствование. — Днепропетровск: Промінь, 1977.
- Кузнецов А. И., Рябоконь А. И. Шаги Бригадного подряда: Коллективный подряд в сельском хозяйстве. — Днепропетровск: Проминь, 1984. [Архівовано 5 березня 2016 у Wayback Machine.]
- Кузнецов А. И. Экономические рычаги и стимулы в развитии АПК. Текст лекций. — Днепропетровск: Днепропетровский сельскохозяйственный институт, 1986. [Архівовано 5 березня 2016 у Wayback Machine.]
- Кузнецов А. И., Галайда Н. Т. Шаги Бригадного подряда: Хозрасчет и самофинансирование. — Днепропетровск: Проминь, 1988.
- Кузнецов А. И. Статистика трудовых ресурсов в сельском хозяйстве. Текст лекций в проблемном изложении. — Днепропетровск: Днепропетровский аграрный университет, 1992.
- Кузнєцов О. І. Статистика земельних ресурсів та їх використання. — Дніпропетровськ, 1997.
- Кузнецов А. И. Проблемы повышения эффективности использования орошаемых земель в хозяйствах Крыма. Научные труды КГАУ «Экономические науки», Выпуск № 76. -Симферополь, 2002.
- Кузнецов А. И. Проблемы экономного расходования воды при орошении в хозяйствах Крыма. Научные труды КГАУ «Сельскохозяйственные науки», Выпуск № 80. — Симферополь, 2003.
- Совершенствование хозрасчетных отношений по использованию воды на орошение в хозяйствах Крыма. Научные труды КГАТУ «Экономические науки», Выпуск № 82. -Симферополь, 2003.
- Кузнецов А. И. Проблемы повышения эффективности орошения в Крыму. Учебные записки КГИПУ. Выпуск № 5. — Симферополь, 2004.
- Кузнецов А. И. Проблемы воспроизводства и использования основных фондов водохозяйственных организаций. Научные труды КГАТУ «Экономические науки», Выпуск № 87. — Симферополь, 2005.
- Кузнецов А. И. Проблемы повышения эффективности использования орошаемых земель. — Симферополь, 2006.
- Кузнецов А. И. Денежная оценка орошаемых земель: теория и практика. Труды ЮФ КАТУ НАУ. Экономические науки. Выпуск 103. — Симферополь, 2008.
- Кузнецов А. И. Статистика земельных ресурсов Украины и их использование. Учебное пособие. — Симферополь: Национальный аграрный университет, 2008.

## Джерело
- ЮФ НУБиП Украины «Крымский агротехнологический университет»[недоступне посилання з квітня 2019] (рос.)
- Академія наук вищої школи України. 1992—2010. Довідник